# ボブ・アンディ
ボブ・アンディ（英: Bob Andy、1944年10月28日 - 2020年3月27日）は、ジャマイカのレゲエ歌手。

## 生涯
キングストンで生まれた。スカ、ロックステディの時代から活躍し、コーラス・グループのパラゴンズを1967年に脱退、1969年にマーシア・グリフィスと「ボブ&マーシア」を結成した。同時にソロ歌手として1970年に「ソングブック」を発表、主に1970年代に多くの作品を残した。彼の曲はフレディ・マクレガー、グレゴリー・アイザックスなど、多くの歌手によって再演されている。

## ディスコグラフィー

### アルバム
- Bob Andy's Song Book [1966-68] (1970) スタジオ・ワン
- Sweet Memories (Bob and Marcia) (1976)
- The Music Inside Me (1976)
- Kemar (Bob and Marcia) (1977)
- Lots of Love and I (1978)
- Friends (1983)
- Retrospective [1970-75] (1986) I-Anka
- Really Together (Bob and Marcia) (1987) (Kemar reissue plus extra tracks)
- Freely (1988)
- Hanging Tough (1997)
- Reggae Land (2006)

## 作曲
- "Check It Out" - トニー・レベル
- "Feel Like Jumping" - マーシャ・グリフィス
- "Fire Burning" - Tony Rebel, Marcia Griffiths
- "Half Idiot" - Cutty Ranks
- "I've Got to Go Back Home" - フレディ・マクレガー
- "Melody Life" - Steely & Clevie
- "My Time" - グレゴリー・アイザックス, バーリントン・レヴィ, オーシャン・カラー・シーン
- "Peace of Mind" - Harry J & His Friends
- "Really Together" - Jeb Loy Nichols
- "The Right Track" - Mickey General
- "Too Experienced" - The Bonedaddys, Ms. Dynamite
- "Unchained" - サンチェス（英語版）